# Województwo inflanckie

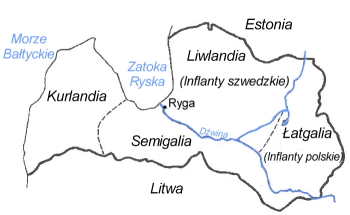
Województwo inflanckie (Inflanty polskie) na mapie Łotwy

Województwo inflanckie (Księstwo Inflanckie), zwane też Inflantami polskimi – północno-wschodnie województwo I Rzeczypospolitej.

## Historia
Województwo powstało w 1620 z pozostałej przy Polsce części województwa wendeńskiego. Pokojem w Oliwie 1660 Szwecja zrzekła się pretensji do południowej części Inflant, które jednak do rozejmu w Andruszowie 1667 pozostawały pod okupacją moskiewską. Część piąta traktatu pokojowego stanowiła:
„Część Inflant południowa, która tak podczas przeszłych i teraźniejszych wojen, jako też i podczas przerw wojennych, zawsze do Rzeczypospolitej Polskiej należała, to jest Dyneburg, Rosityn, Lutzen, Marienhausen [...] tudzież wszystkie miejsca, które od wyznaczonych na ten koniec komisarzów pokażą się, iż podczas przerwy wojennej w ręku Rzplitej Polskiej były, (...) ze wszelką udzielnością i zupełnym panowaniem w posesji Najjaś. Królów i Królestwa Polskiego i Wielkiego Księstwa Litewskiego zostaną”.
Oficjalnie postanowieniem sejmu z 1677 roku rozstrzygnięty został ostatecznie status Inflant, które otrzymały tytuł księstwa i ustrój województwa. Przyjętą wówczas przez sejm warszawski ordynacją wyodrębniono Inflanty Polskie jako Księstwo Inflanckie, nazywane też zamiennie nadal (jak całe Inflanty od czasów Zygmunta Augusta) Województwem inflanckim. Od tego czasu Inflanty dzieliły się administracyjnie na tzw. trakty: dyneburski, rzeżycki, lucyński i marienhauski. Władcą Inflant był książę inflancki, która to godność zgodnie z traktatem oliwskim przynależała elekcyjnemu królowi polskiemu i wielkiemu księciu litewskiemu powoływanemu przez sejm elekcyjny Rzeczypospolitej. Stolicą Księstwa Inflanckiego był Dyneburg.
Inflanty miały trzy godności senatorskie: biskupa, wojewody i kasztelana. Miastem odbywania sejmików był Dyneburg (Dźwinów). Zachowywano zasadę alternaty, naprzemiennego nadawania starostw obywatelom Korony Polskiej i Wielkiego Księstwa Litewskiego oraz płacenia z Księstwa Inflanckiego podatków corocznie na przemian do skarbu koronnego i litewskiego. Posłowie reprezentujący Księstwo na sejmie walnym wybierani byli po dwóch ze szlachty inflanckiej, polskiej i litewskiej. Inflanty były autonomiczną prowincją Rzeczypospolitej Obojga Narodów. Herbem województwa był srebrny gryf w koronie na czerwonym polu z mieczem skierowanym do góry i monogramem SA (Sigismundus Augustus).
Inflanty polskie po I rozbiorze Polski zostały wcielone do Rosji.
Jak podkreślał Józef Weyssenhoff: „Inflanty nigdy nie podnosiły buntów przeciw państwu, nie łączyły się ani ze Szwedami, ani z Moskwą w czasie wojen; stanęły murem przy Konstytucji 3 maja, a Targowica nie miała tam wcale stronników“.

## Polacy w Inflantach Polskich
Mimo że ludność polska była głównie ludnością pochodzenia szlacheckiego, w tym w części południowej Inflant Polskich mieszkało dużo drobnej szlachty, to były również obszary zamieszkane przez ludność chłopską, jak np. w rejonie Warklan (łot. Varaklăni) na południe od Jeziora Łubań (cztery wioski) lub Dagdy na północ od Krasławia. W końcu XIX w. i na początku XX w. wyłoniła się z tej grupy silna polska inteligencja skupiona głównie w Dyneburgu.
Według Słownika geograficznego Królestwa Polskiego Inflanty Polskie znacznie lepiej zintegrowały się w ciągu 211 lat przynależności z Rzecząpospolitą niż Prusy Królewskie (obejmujące Pomorze Gdańskie i Warmię). Szlachta Inflant Polskich, pochodząca z rodów rycerskich kawalerów mieczowych pochodzenia niemieckiego, związana licznymi węzłami cywilizacyjnymi z Polską, uległa gruntownej polonizacji, dostarczając szeregu zasłużonych Polsce rodów, w tym: Tyzenhauzów, Grothusów, Rejtanów, Denhoffów, Korffów, Romerów, Mohlów, Weyssenhoffów, Platerów, Manteufflów i innych.
Nawet w okresie zaborów dominowały tu polskie wpływy kulturowe i gospodarcze, których przewaga zakończyła się dopiero w czasach niepodległości Republiki Łotewskiej w międzywojniu, ale polska obecność cywilizacyjna jest nadal widoczna.
Ziemia ta wydała również w XX w. wielu wybitnych ludzi zasłużonych dla Rzeczypospolitej jak kpt. Władysław Raginis, Władysław Studnicki.
W trakcie sowieckiej okupacji Łotwy od 1940 r., a później niemieckiej od 1941 r. Polacy byli poddawani represjom, wywożeni w głąb Związku Radzieckiego i wysyłani na przymusowe roboty do Niemiec.
W okresie II wojny światowej (szczególnie po 1941 r.) istniała tu także silna polska konspiracja złożona z miejscowych Polaków, jak i struktury wywiadu polskiego podległego Armii Krajowej (w 1942 r. w sieci wywiadu polskiego było 150 miejscowych łotewskich Polaków). Również po wkroczeniu Armii Czerwonej w 1944 r. ludność polska włączyła się w zbrojny opór przeciw nowej okupacji. Represje objęły, poza fizyczną eliminacją, wywózki Polaków szczególnie z powiatu iłuksztańskiego, których szczyt miał miejsce w marcu 1949 r. Mimo to w niektórych wioskach pod Iłuksztą Polacy nadal stanowią ponad 30% mieszkańców.
Współcześnie Łatgalię wraz z gminą Iłukszta (gmina zajmuje zachodnią część dawnego powiatu iłuksztańskiego, wschodnia należy do gminy ziemskiej Dyneburga) zamieszkuje nadal większa część 60-tysięcznej mniejszości polskiej na Łotwie. Także wśród ludności łotewskiej widać różnorodne wpływy kultury polskiej, jak choćby licznie występujące imiona i nazwiska zaczerpnięte z polszczyzny.
Podczas zjazdu Związku Polaków na Łotwie 17 marca 2012 r. zaproponowano wprowadzenie języka polskiego jako języka regionalnego w Łatgalii.

## Polacy związani z Łatgalią/Inflantami Polskimi
- Karol Bohdanowicz – geolog, specjalista w dziedzinie geologii złożowej i górnictwa, geograf,
- Wanda Dynowska – pisarka, tłumaczka, działaczka społeczna, popularyzatorka teologii i filozofii hinduizmu w Polsce. Ambasadorka kultury indyjskiej i polskiej, karma jogini, założycielka i organizatorka Biblioteki Polsko-Indyjskiej,
- Gustaw Manteuffel – historyk i etnolog, krajoznawca, z wykształcenia prawnik,
- Ignacy Manteuffel – prawnik, społecznik, działacz państwowy II RP,
- Ferdynand Ossendowski – pisarz, dziennikarz, podróżnik, antykomunista, nauczyciel akademicki, członek Akademii Francuskiej, działacz polityczny, naukowy i społeczny,
- Edward Słoński – poeta i pisarz.